# Kirby Misperton
Kirby Misperton is een civil parish in het bestuurlijke gebied Ryedale, in het Engelse graafschap North Yorkshire met 370 inwoners.